# Rayos de luz violeta

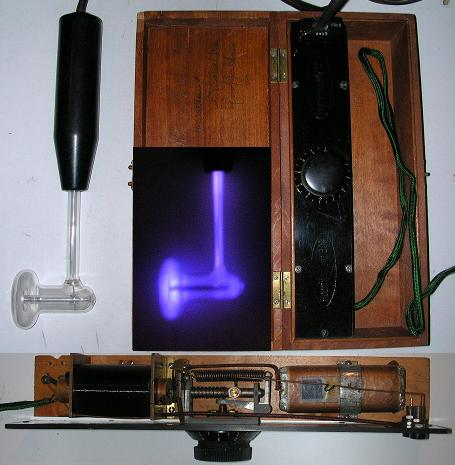
Antiguo dispositivo de rayos de luz violeta con electrodo de vidrio (izquierda) y caja de control. Cuando se le suministra electricidad, el electrodo de vidrio emite una refulgencia de color violeta (centro)

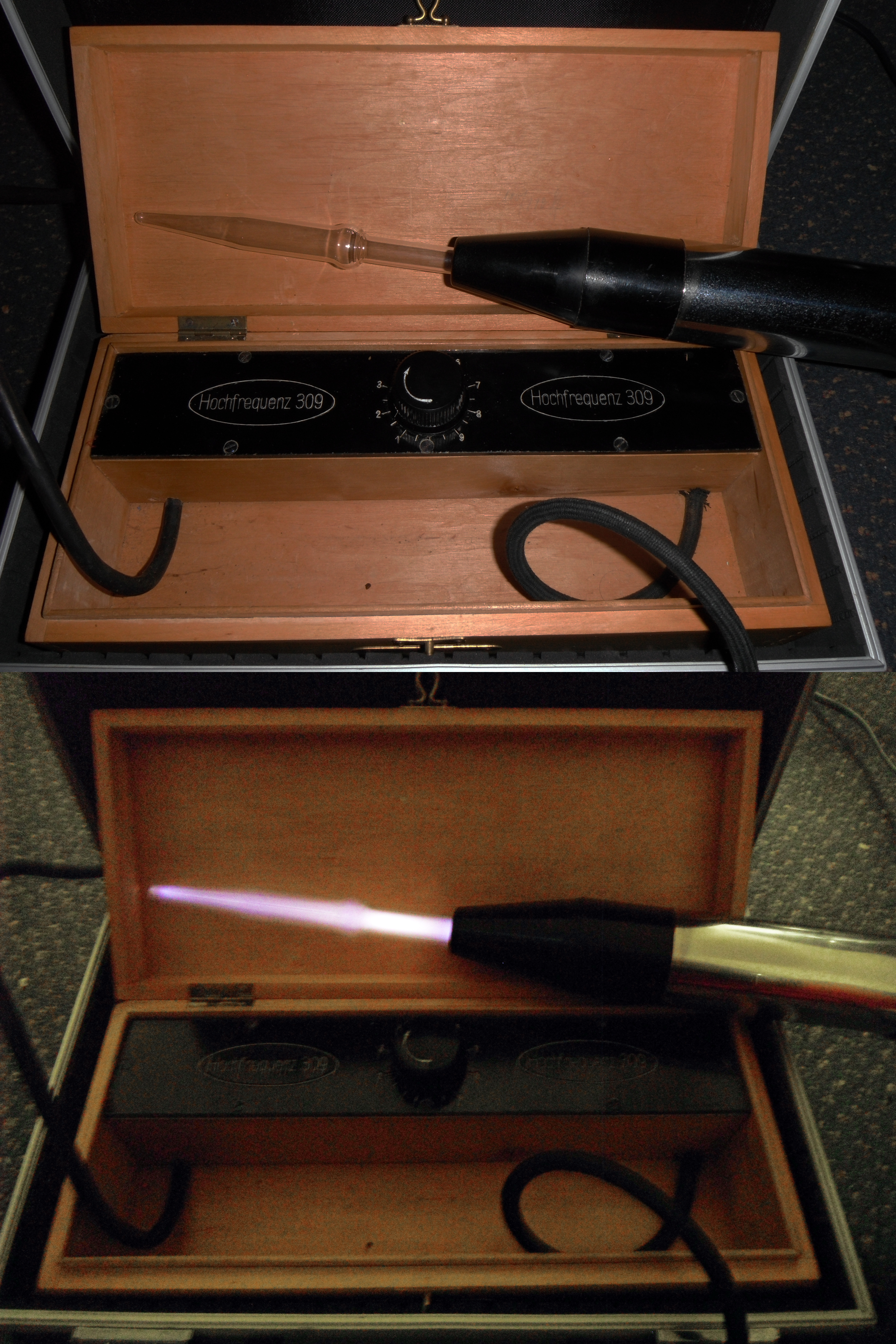
Otro electrodo utilizado con el mismo dispositivo.

Los rayos de luz violeta se utilizaron a comienzos del siglo XX en un antiguo procedimiento médico obsoleto denominado electroterapia. Su construcción normalmente presenta una combinación de una bobina con un oscilador para aplicar corrientes de alto voltaje, frecuencias elevadas e intensidades bajas al cuerpo humano con propósitos terapéuticos.   Su diseño básico fue ideado con anterioridad a 1900 por Nikola Tesla, quién introdujo sus primeros prototipos en la Exposición Mundial Colombina de Chicago de 1893. La mayoría de los dispositivos de rayos de luz violeta antiguos en los EE. UU. fueron producidos antes de la Gran Depresión (algunos de los principales fabricantes de EE. UU. eran Renulife, Fitzgerald y Fisher). Durante la Segunda Guerra Mundial la mayoría de estas compañías se dedicaron a fabricar bobinas para equipos de radio y otros componentes eléctricos para el ejército. 

## Funcionamiento
Un típico dispositivo de rayos de luz violeta consta de una caja de control eléctrico aislada de tierra con un interruptor, alojando una bobina aislada con baquelita y una segunda bobina de alto voltaje a la que se conecta un mango. Tubos de vidrio intercambiables de formas variables y para usos terapéuticos diferentes pueden insertarse en el mango de baquelita para aplicar la corriente resultante a partes diferentes del cuerpo. 

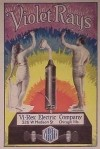
Cubierta en color del manual del dispositivo "Virex", con tratamientos de rayos de luz violeta recomendados para varias enfermedades (hacia 1900).

Tratamientos de rayo violeta eran recomendados para curar todo tipo de afecciones: desde el lumbago al carbunco. El manual de un generador de rayos de luz violeta de la década de 1920 contenía este consejo de tratamiento:
Desórdenes cerebrales - Usar el Aplicador Nº1 encima de la frente y los ojos. También tratar la parte de atrás de la cabeza y el cuello con corriente fuerte en contacto directo con la piel. Tratar la espina dorsal y sujetar el electrodo en la mano. Inhalaciones de ozono aproximadamente cuatro minutos son también importantes.
Para el catarro, se indicaba este tratamiento:  Catarro, Nasal - En este caso, el introducir el Tubo Nasal dentro de la nariz con una corriente suave dentro de las fosas nasales, de dos a cinco minutos en cada lado, seguido por una aplicación con el Electrodo de Superficie externamente sobre el área de la nariz. Usar el Generador de Ozono.

## Acciones judiciales
Durante las décadas de 1940 y 1950, los fabricantes de dispositivos de rayos de luz violeta estuvieron sometidos a numerosos pleitos y acciones legales múltiples por el gobierno de EE. UU., incluyendo órdenes para destruir estos aparatos.
El último fabricante de dispositivos de electroterapia de rayos de luz violeta en los EE. UU. fue Master Electric. La compañía fue sometida en 1951 a un pleito en Marion, Indiana, y los dispositivos fueron decomisados por la FDA. Mientras su fabricación estuvo prohibida en los EE. UU. por ley derivada de este caso, estos dispositivos son todavía fabricados por compañías de otros países.

## Otros usos
La electroterapia de rayos de luz violeta propone como puntos a su favor la oxigenación y la estimulación de los tejidos como efectos beneficiosos. 
Jon Burge, del Departamento de Policía del Chicago, quién fue despedido en 1992 por acusaciones de tortura contra él y contra los detectives que trabajaban a su cargo en las décadas de 1970 y 1980, pudo haber utilizado un aparato de rayos de luz violeta entre otros dispositivos eléctricos para estas prácticas.
Como antigüedades, son objeto de coleccionistas de aparatos médicos históricos. 

## Dispositivos relacionados
Un dispositivo moderno conocido como "varilla violeta" es utilizado como dispositivo de estimulación sexual.  Otro dispositivo similar denominado "High Frequency aesthetic machine", que opera con circuitería electrónica, es actualmente utilizado en salones de belleza por su capacidad de oxigenar la piel. Su uso está restringido en EE. UU. a esteticistas autorizados.
Otro dispositivo relacionado son los "vacuum testers" o "bobinas de Tesla/Oudin" para producir refulgencia en dispositivos de plasma, pruebas visuales de mezclas de gas y para localizar fugas en lámparas de neón y vidrios de laboratorio, así como para el tratamiento de superficies de plasma, localización de filtraciones en tanques de plástico, e ignición de analizadores de luces de plasma de argón.